# Better Watch Out
Better Watch Out és una pel·lícula de terror psicològic nadalenca de 2016 dirigida per Chris Peckover, a partir d'un guió que va coescriure amb Zack Kahn. És protagonitzada per Olivia DeJonge, Levi Miller i Ed Oxenbould. La pel·lícula es va estrenar al Fantastic Fest el 22 de setembre de 2016 i es va estrenar als Estats Units el 6 d'octubre de 2017 per Well Go USA i a Austràlia el 23 de novembre de 2017 per Rialto Distribution. Ha estat subtitulada al català.

## Repartiment
- Olivia DeJonge com a Ashley
- Levi Miller com a Luke Lerner
- Ed Oxenbould com a Garrett
- Aleks Mikic com a Ricky
- Dacre Montgomery com a Jeremy
- Patrick Warburton com a Robert Lerner
- Virginia Madsen com a Deandra Lerner

## Producció
La pel·lícula es va rodar a Sydney, Austràlia, el gener i el febrer de 2016. Originalment es va rodar a Carolina del Sud per 500.000 dòlars quan el productor australià Brett Thornquest es va acostar al director Chris Peckover, que va oferir un pressupost de 3 milions de dòlars per rodar la pel·lícula a Austràlia després de saber que la mare de Peckover era nativa d'Austràlia.